# Mecatepec
Mecatepec är en ort i Mexiko.   Den ligger i kommunen Tecoanapa och delstaten Guerrero, i den södra delen av landet, 270 km söder om huvudstaden Mexico City. Mecatepec ligger 424 meter över havet och antalet invånare är 985.
Terrängen runt Mecatepec är huvudsakligen kuperad, men den allra närmaste omgivningen är platt. Runt Mecatepec är det ganska tätbefolkat, med 65 invånare per kvadratkilometer. Närmaste större samhälle är Ayutla de los Libres, 15,2 km öster om Mecatepec. Omgivningarna runt Mecatepec är en mosaik av jordbruksmark och naturlig växtlighet.